# 창원시의 행정 구역
창원시의 행정 구역은 5개 일반구, 2읍 6면 49동(법정동 194개)으로 구성되어 있다. 창원시의 면적은 2012년 1월 1일을 기준으로 744.26km2이며, 인구는 2012년 12월 31일을 기준으로 1,093,329명이고, 세대수는 408,227가구이다.
창원시 5개 구(區)의 행정구역은 국회의원 선거구를 기준으로 획정되었다.

## 인구와 면적
창원시의 면적 과 2018년 6월 30일을 기준으로 한 인구 및 그 비율은 다음과 같다.
| 행정구역(구) | 면적(km2) | 면적비율 | 인구(명)  | 인구비율 |
| ------------ | --------- | -------- | --------- | -------- |
| 의창구       | 211.15    | 28.23%   | 257,813   | 24.08%   |
| 성산구       | 82.22     | 11.00%   | 231,812   | 21.66%   |
| 마산회원구   | 90.58     | 12.11%   | 201,864   | 18.85%   |
| 마산합포구   | 241.07    | 32.23%   | 183,759   | 17.16%   |
| 진해구       | 122.91    | 16.43%   | 195,461   | 18.25%   |
| 창원시       | 747.91    | 100.00%  | 1,070,691 | 100.00%  |

자치시의 인구가 100만명을 넘으면 광역시 승격의 조건을 갖춘 것으로 보는 게 일반적인데, 인구 100만명을 광역시 승격의 조건이라고 명시한 법률 규정이 있는 것은 아니다. 현재 수원시와 창원시는 인구가 100만명을 초과하지만, 광역시가 아닌 자치시이다.

## 행정 구역

### 의창구
의창구의 행정 구역은 1읍 2면 5행정동으로 구성되어 있다. 의창구의 면적은 211.22 km2이고, 인구는 2012년 12월 31일을 기준으로 255,394명이다.
| \| 행정동 \| 한자 \| 면적 \| 인구 \| 세대 \| \| ------ \| ------ \| ------ \| ------- \| ------ \| \| 동읍 \| 東邑 \| 59.75 \| 23,653 \| 8,665 \| \| 북면 \| 北面 \| 73.70 \| 11,393 \| 4,656 \| \| 대산면 \| 大山面 \| 33.80 \| 7,675 \| 3,353 \| \| 의창동 \| 義昌洞 \| 8.24 \| 37,757 \| 14,190 \| \| 팔룡동 \| 八龍洞 \| 14.28 \| 45,449 \| 15,648 \| \| 명곡동 \| 明谷洞 \| 6.62 \| 55,281 \| 28,163 \| \| 봉림동 \| 鳳林洞 \| 12.18 \| 38,237 \| 16,283 \| \| 의창구 \| 義昌區 \| 211.22 \| 255,394 \| 96,316 \| |        |        |         |        |
| 행정동 | 한자   | 면적   | 인구    | 세대   |
| 동읍 | 東邑   | 59.75  | 23,653  | 8,665  |
| 북면 | 北面   | 73.70  | 11,393  | 4,656  |
| 대산면 | 大山面 | 33.80  | 7,675   | 3,353  |
| 의창동 | 義昌洞 | 8.24   | 37,757  | 14,190 |
| 팔룡동 | 八龍洞 | 14.28  | 45,449  | 15,648 |
| 명곡동 | 明谷洞 | 6.62   | 55,281  | 28,163 |
| 봉림동 | 鳳林洞 | 12.18  | 38,237  | 16,283 |
| 의창구 | 義昌區 | 211.22 | 255,394 | 96,316 |

| 읍면동 | 법정동·리 |
| ------ | --- |
| 동읍   | 금산리(琴山里), 남산리(南山里), 노연리(蘆淵里), 다호리(茶戶里), 단계리(丹溪里), 덕산리(德山里), 덕천리(德川里), 무성리(武城里), 무점리(武店里), 본포리(本浦里), 봉강리(鳳岡里), 봉곡리(鳳谷里), 봉산리(鳳山里), 산남리(山南里), 석산리(石山里), 송정리(松亭里), 신방리(新方里), 용강리(龍岡里), 용잠리(龍岑里), 용전리(龍田里), 용정리(龍井里), 월잠리(月岑里), 죽동리(竹洞里), 화양리(花陽里) |
| 대산면 | 가술리(加述里), 갈전리(葛田里), 대방리(大舫里), 모산리(牟山里), 북부리(北部里), 우암리(牛岩里), 유등리(柳等里), 일동리(一洞里), 제동리(濟洞里) |
| 북면   | 감계리(鑑溪里), 고암리(高岩里), 내곡리(乃谷里), 대산리(垈山里), 동전리(東田里), 마산리(馬山里), 무곡리(茂谷里), 무동리(戊洞里), 상천리(上川里), 신촌리(新村里), 외감리(外甘里), 외산리(外山里), 월계리(月桂里), 월백리(月栢里), 월촌리(月村里), 지개리(芝介里), 하천리(下川里), 화천리(花川里)                                                                                                 |
| 명곡동 | 도계동(道溪洞) (일부), 명곡동(明谷洞), 명서동(明西洞), 서곡동(西谷洞), 중동(中洞) (일부) |
| 봉림동 | 봉곡동(鳳谷洞), 봉림동(鳳林洞), 사림동(士林洞), 용동(龍洞), 지귀동(知歸洞), 퇴촌동(退村洞) |
| 의창동 | 도계동(道溪洞) (일부), 동정동(東井洞), 북동(北洞), 서상동(西上洞), 소계동(召界洞), 소답동(召畓洞), 중동(中洞) (일부) |
| 팔룡동 | 내리동(內里洞), 덕정동(德亭洞), 반계동(盤溪洞), 사화동(沙火洞), 차용동(車龍洞), 팔용동(八龍洞) |

### 성산구
성산구의 행정 구역은 38개의 법정동을 7개의 행정동으로 관리하고 있다. 성산구의 면적은 82.09km2이며, 인구는 2012년 12월 31일을 기준으로 246,801명이다.
반송동은 의창구에 둘러싸인 월경지(越境地)였다. 이는 1992년 국회의원 선거 당시에 창원시 선거구를 게리맨더링으로 분리한 것을 국회와 선거관리위원회가 20년 넘게 방치했기 때문이다. 반송동 주민들은 의창구로, 의창구 용지동 주민들은 성산구로 변경해 줄 것을 요구해 왔으며 결국 2021년 7월 1일부로 용지동 등 창이대로 이남 지역이 의창구에서 성산구로 편입됨으로써 30년 만에 해결되었다.
| \| 행정동 \| 한자 \| 면적 \| 세대 \| 인구 \| \| -------- \| -------- \| ----- \| ------ \| ------- \| \| 반송동 \| 盤松洞 \| 2.06 \| 16,202 \| 49,994 \| \| 중앙동 \| 中央洞 \| 4.87 \| 10,750 \| 23,358 \| \| 상남동 \| 上南洞 \| 1.14 \| 10,756 \| 34,105 \| \| 사파동 \| 沙巴洞 \| 8.06 \| 19,237 \| 57,443 \| \| 가음정동 \| 加音丁洞 \| 2.89 \| 15,438 \| 45,580 \| \| 성주동 \| 聖住洞 \| 24.94 \| 8,956 \| 28,993 \| \| 웅남동 \| 熊南洞 \| 38.13 \| 3,945 \| 12,486 \| \| 용지동 \| 龍池洞 \| 2.65 \| 13,789 \| 37,063 \| \| 성산구 \| 城山區 \| 82.09 \| 85,284 \| 251,959 \| | 성산구 행정구역 |       |        |         |
| 행정동 | 한자            | 면적  | 세대   | 인구    |
| 반송동 | 盤松洞          | 2.06  | 16,202 | 49,994  |
| 중앙동 | 中央洞          | 4.87  | 10,750 | 23,358  |
| 상남동 | 上南洞          | 1.14  | 10,756 | 34,105  |
| 사파동 | 沙巴洞          | 8.06  | 19,237 | 57,443  |
| 가음정동 | 加音丁洞        | 2.89  | 15,438 | 45,580  |
| 성주동 | 聖住洞          | 24.94 | 8,956  | 28,993  |
| 웅남동 | 熊南洞          | 38.13 | 3,945  | 12,486  |
| 용지동 | 龍池洞          | 2.65  | 13,789 | 37,063  |
| 성산구 | 城山區          | 82.09 | 85,284 | 251,959 |

| 행정동   | 법정동 |
| -------- | --- |
| 반송동   | 반림동(盤林洞), 반송동(盤松洞) (일부), 반지동(盤知洞), 퇴촌동(退村洞) |
| 중앙동   | 내동(內洞), 외동(外洞), 중앙동(中央洞), 대원동(大原洞), 두대동(斗大洞), 삼동동(三東洞), 덕정동(德亭洞) |
| 상남동   | 상남동(上南洞) |
| 사파동   | 남산동(南山洞), 사파동(沙巴洞), 사파정동(沙巴丁洞), 토월동(吐月洞), 대방동(大方洞) (일부) |
| 가음정동 | 가음동(加音洞), 가음정동(加音丁洞), 남양동(南陽洞), 대방동(大方洞) (일부) |
| 성주동   | 불모산동(佛母山洞), 삼정자동(三丁子洞), 성주동(聖住洞), 안민동(安民洞), 천선동(遷善洞) |
| 웅남동   | 귀곡동(貴谷洞), 귀산동(貴山洞), 귀현동(貴峴洞), 남지동(南支洞), 상복동(上福洞), 성산동(城山洞), 신촌동(新村洞), 양곡동(梁谷洞), 완암동(完岩洞), 웅남동(熊南洞), 월림동(月林洞), 적현동(赤峴洞), 창곡동(昌谷洞) |
| 용지동   | 신월동(新月洞), 용지동(龍池洞), 용호동(龍湖洞), 반송동(盤松洞) (일부) |

### 마산회원구
마산회원구의 행정 구역은 1읍 12행정동 71리 256통 2,141반으로 구성되어 있다. 마산회원구의 면적은 90.58km2이며, 인구는 2012년 12월 31일을 기준으로 221,388명이다.
| \| 행정동 \| 한자 \| 면적 \| 인구 \| 세대 \| \| ---------- \| ---------- \| ----- \| ------- \| ------ \| \| 내서읍 \| 內西邑 \| 55.84 \| 73,288 \| 23,979 \| \| 회원1동 \| 檜原1洞 \| 0.73 \| 12,964 \| 5,507 \| \| 회원2동 \| 檜原2洞 \| 3.36 \| 14,666 \| 5,985 \| \| 석전동 \| 石田洞 \| 0.80 \| 18,228 \| 7,478 \| \| 회성동 \| 檜城洞 \| 9.55 \| 8,298 \| 3,431 \| \| 양덕1동 \| 陽德1洞 \| 0.77 \| 13,780 \| 5,699 \| \| 양덕2동 \| 陽德2洞 \| 1.73 \| 30,208 \| 10,468 \| \| 합성1동 \| 合城1洞 \| 5.78 \| 10,557 \| 4,633 \| \| 합성2동 \| 合城2洞 \| 1.93 \| 10,743 \| 4,902 \| \| 구암1동 \| 龜岩1洞 \| 2.38 \| 12,194 \| 4,803 \| \| 구암2동 \| 龜岩2洞 \| 0.74 \| 11,853 \| 4,505 \| \| 봉암동 \| 鳳岩洞 \| 6.16 \| 4,609 \| 2,097 \| \| 마산회원구 \| 馬山檜原區 \| 90.58 \| 221,388 \| 83,487 \| | 마산회원구 행정구역 |       |         |        |
| 행정동 | 한자                | 면적  | 인구    | 세대   |
| 내서읍 | 內西邑              | 55.84 | 73,288  | 23,979 |
| 회원1동 | 檜原1洞             | 0.73  | 12,964  | 5,507  |
| 회원2동 | 檜原2洞             | 3.36  | 14,666  | 5,985  |
| 석전동 | 石田洞              | 0.80  | 18,228  | 7,478  |
| 회성동 | 檜城洞              | 9.55  | 8,298   | 3,431  |
| 양덕1동 | 陽德1洞             | 0.77  | 13,780  | 5,699  |
| 양덕2동 | 陽德2洞             | 1.73  | 30,208  | 10,468 |
| 합성1동 | 合城1洞             | 5.78  | 10,557  | 4,633  |
| 합성2동 | 合城2洞             | 1.93  | 10,743  | 4,902  |
| 구암1동 | 龜岩1洞             | 2.38  | 12,194  | 4,803  |
| 구암2동 | 龜岩2洞             | 0.74  | 11,853  | 4,505  |
| 봉암동 | 鳳岩洞              | 6.16  | 4,609   | 2,097  |
| 마산회원구 | 馬山檜原區          | 90.58 | 221,388 | 83,487 |

| 읍면동  | 법정동·리 |
| ------- | --- |
| 내서읍  | 감천리(甘泉里), 삼계리(三溪里), 상곡리(上谷里), 신감리(新甘里), 안성리(安城里), 용담리(龍潭里), 원계리(元溪里), 중리(中里), 평성리(平城里), 호계리(虎溪里) |
| 구암1동 | 구암동(龜岩洞) |
| 구암2동 | 구암동(龜岩洞) |
| 봉암동  | 봉암동(鳳岩洞) (일부), 양덕동(陽德洞) (일부) |
| 석전동  | 석전동(石田洞) |
| 양덕1동 | 양덕동(陽德洞) (일부) |
| 양덕2동 | 양덕동(陽德洞) (일부), 봉암동(鳳岩洞) (일부) |
| 합성1동 | 합성동(合城洞) |
| 합성2동 | 합성동(合城洞) |
| 회성동  | 회성동(檜城洞), 두척동(斗尺洞) |
| 회원1동 | 회원동(檜原洞) |
| 회원2동 | 회원동(檜原洞) |

### 마산합포구
마산합포구의 행정 구역은 15행정동 4면으로 구성되어 있다. 마산합포구의 면적은 240.2km2이며, 인구는 2012년 12월 31일을 기준으로 185,505명이다.
| \| 행정동 \| 한자 \| 면적 \| 세대 \| 인구 \| \| ---------- \| ---------- \| ------ \| ------ \| ------- \| \| 구산면 \| 龜山面 \| 43.64 \| 2,413 \| 5,405 \| \| 진동면 \| 鎭東面 \| 32.30 \| 4,205 \| 10,920 \| \| 진북면 \| 鎭北面 \| 46.57 \| 1,843 \| 4,780 \| \| 진전면 \| 鎭田面 \| 78.58 \| 2,130 \| 4,629 \| \| 현동 \| 縣洞 \| 19.51 \| 918 \| 2,192 \| \| 가포동 \| 架浦洞 \| 4.47 \| 724 \| 1,634 \| \| 월영동 \| 月影洞 \| 2.62 \| 11,799 \| 34,257 \| \| 문화동 \| 文化洞 \| 1.71 \| 5,686 \| 13,613 \| \| 반월중앙동 \| 半月中央洞 \| 1.03 \| 6,767 \| 18,512 \| \| 완월동 \| 琓月洞 \| 2.73 \| 4,465 \| 12,019 \| \| 자산동 \| 玆山洞 \| 1.16 \| 5,295 \| 14,264 \| \| 교방동 \| 校坊洞 \| 2.74 \| 8,819 \| 19,834 \| \| 오동동 \| 午東洞 \| 1.83 \| 9,664 \| 16,578 \| \| 합포동 \| 合浦洞 \| 0.66 \| 3,741 \| 8,321 \| \| 산호동 \| 山湖洞 \| 0.76 \| 6,591 \| 15,643 \| \| 마산합포구 \| 馬山合浦區 \| 240.23 \| 74,060 \| 187,835 \| |            |        |        |         |
| 행정동 | 한자       | 면적   | 세대   | 인구    |
| 구산면 | 龜山面     | 43.64  | 2,413  | 5,405   |
| 진동면 | 鎭東面     | 32.30  | 4,205  | 10,920  |
| 진북면 | 鎭北面     | 46.57  | 1,843  | 4,780   |
| 진전면 | 鎭田面     | 78.58  | 2,130  | 4,629   |
| 현동 | 縣洞       | 19.51  | 918    | 2,192   |
| 가포동 | 架浦洞     | 4.47   | 724    | 1,634   |
| 월영동 | 月影洞     | 2.62   | 11,799 | 34,257  |
| 문화동 | 文化洞     | 1.71   | 5,686  | 13,613  |
| 반월중앙동 | 半月中央洞 | 1.03   | 6,767  | 18,512  |
| 완월동 | 琓月洞     | 2.73   | 4,465  | 12,019  |
| 자산동 | 玆山洞     | 1.16   | 5,295  | 14,264  |
| 교방동 | 校坊洞     | 2.74   | 8,819  | 19,834  |
| 오동동 | 午東洞     | 1.83   | 9,664  | 16,578  |
| 합포동 | 合浦洞     | 0.66   | 3,741  | 8,321   |
| 산호동 | 山湖洞     | 0.76   | 6,591  | 15,643  |
| 마산합포구 | 馬山合浦區 | 240.23 | 74,060 | 187,835 |

| 읍면동     | 법정동·리 |
| ---------- | --- |
| 구산면     | 구복리(龜伏里), 난포리(卵浦里), 내포리(內抱里), 마전리(麻田里), 반동리(盤洞里), 석곡리(石谷里), 수정리(水晶里), 심리(深里), 옥계리(玉溪里), 유산리(柳山里) |
| 진동면     | 고현리(古縣里), 교동리(校洞里), 다구리(多求里), 동전리(東田里), 사동리(社洞里), 신기리(新基里), 요장리(蓼場里), 인곡리(仁谷里), 진동리(鎭東里), 태봉리(台封里) |
| 진북면     | 금산리(錦山里), 대티리(大峙里), 대평리(大坪里), 덕곡리(德谷里), 망곡리(網谷里), 부산리(富山里), 부평리(富坪里), 신촌리(新村里), 영학리(永鶴里), 예곡리(禮谷里), 이목리(梨木里), 인곡리(仁谷里), 정현리(鼎峴里), 지산리(智山里), 추곡리(秋谷里) |
| 진전면     | 고사리(姑寺里), 곡안리(谷安里), 근곡리(斤谷里), 금암리(金岩里), 동산리(東山里), 봉곡리(鳳谷里), 봉암리(鳳岩里), 시락리(時洛里), 양촌리(良村里), 여양리(艅陽里), 오서리(五西里), 율티리(栗峙里), 이명리(耳明里), 일암리(日岩里), 임곡리(林谷里), 창포리(昌浦里), 평암리(平岩里) |
| 가포동     | 가포동(架浦洞) |
| 교방동     | 교방동(校坊洞), 교원동(校原洞), 상남동(上南洞) (일부) |
| 문화동     | 대외동(臺外洞), 대창동(大昌洞), 두월동1가(斗月洞1街), 두월동2가(斗月洞2街), 두월동3가(斗月洞3街), 문화동(文化洞), 신창동(新昌洞), 월남동1가(月南洞1街), 월남동2가(月南洞2街), 월남동3가(月南洞3街), 월남동4가(月南洞4街), 월남동5가(月南洞5街), 월영동(月影洞), 유록동(柳綠洞), 창포동1가(昌浦洞1街), 창포동2가(昌浦洞2街), 창포동3가(昌浦洞3街), 청계동(淸溪洞), 평화동(平和洞), 화영동(花英洞), 홍문동(弘文洞) |
| 반월중앙동 | 대성동1가(大成洞1街), 대성동2가(大成洞2街), 반월동(半月洞), 신월동(新月洞), 신흥동(新興洞), 완월동(玩月洞) (일부), 월포동(月浦洞), 장군동1가(將軍洞1街), 장군동2가(將軍洞2街), 장군동3가(將軍洞3街) (일부), 중앙동1가(中央洞1街), 중앙동2가(中央洞2街), 중앙동3가(中央洞3街) (일부) |
| 산호동     | 산호동(山湖洞) (일부) |
| 오동동     | 남성동(南城洞), 동성동(東城洞), 부림동(富林洞), 서성동(西城洞), 성호동(城湖洞), 수성동(壽城洞), 신포동1가(新浦洞1街), 신포동2가(新浦洞2街), 오동동(午東洞), 중성동(中城洞), 창동(倉洞), 추산동(騶山洞) |
| 완월동     | 완월동(玩月洞) (일부), 장군동4가(將軍洞4街), 장군동5가(將軍洞5街) |
| 월영동     | 월영동(月影洞), 대내동(臺內洞), 해운동(海雲洞) |
| 자산동     | 자산동(玆山洞) |
| 합포동     | 상남동(上南洞) (일부), 산호동(山湖洞) (일부) |
| 현동       | 덕동동(德東洞), 예곡동(禮谷洞), 우산동(牛山洞), 현동(縣洞) |

### 진해구
진해구의 행정 구역은 15행정동 284통 2,074반으로 구성되어 있다. 진해구의 면적은 120.14km2이며, 인구는 2012년 12월 31일을 기준으로 182,383명이다.
| \| 행정동 \| 한자 \| 면적 \| 세대 \| 인구 \| \| ------- \| ------- \| ------ \| ------ \| ------- \| \| 충무동 \| 忠武洞 \| 18.07 \| 8,841 \| 20,694 \| \| 여좌동 \| 餘佐洞 \| 4.54 \| 5,340 \| 12,734 \| \| 태백동 \| 太白洞 \| 1.77 \| 3,227 \| 7,331 \| \| 경화동 \| 慶和洞 \| 2.12 \| 4,314 \| 11,523 \| \| 병암동 \| 屛岩洞 \| 1.71 \| 3,345 \| 8,704 \| \| 석동 \| 石洞 \| 2.24 \| 6,662 \| 19,562 \| \| 이동 \| 泥洞 \| 0.91 \| 4,986 \| 11,758 \| \| 자은동 \| 自隱洞 \| 6.11 \| 4,434 \| 12,501 \| \| 덕산동 \| 德山洞 \| 2.04 \| 3,982 \| 11,429 \| \| 풍호동 \| 豊湖洞 \| 7.38 \| 5,950 \| 18,289 \| \| 웅천동 \| 熊川洞 \| 27.78 \| 2,148 \| 4,749 \| \| 웅동1동 \| 熊東1洞 \| 32.75 \| 3,345 \| 9,088 \| \| 웅동2동 \| 熊東2洞 \| 12.72 \| 12,611 \| 32,976 \| \| 진해구 \| 鎭海區 \| 120.14 \| 68,189 \| 181,338 \| | 진해구 행정구역 |        |        |         |
| 행정동 | 한자            | 면적   | 세대   | 인구    |
| 충무동 | 忠武洞          | 18.07  | 8,841  | 20,694  |
| 여좌동 | 餘佐洞          | 4.54   | 5,340  | 12,734  |
| 태백동 | 太白洞          | 1.77   | 3,227  | 7,331   |
| 경화동 | 慶和洞          | 2.12   | 4,314  | 11,523  |
| 병암동 | 屛岩洞          | 1.71   | 3,345  | 8,704   |
| 석동 | 石洞            | 2.24   | 6,662  | 19,562  |
| 이동 | 泥洞            | 0.91   | 4,986  | 11,758  |
| 자은동 | 自隱洞          | 6.11   | 4,434  | 12,501  |
| 덕산동 | 德山洞          | 2.04   | 3,982  | 11,429  |
| 풍호동 | 豊湖洞          | 7.38   | 5,950  | 18,289  |
| 웅천동 | 熊川洞          | 27.78  | 2,148  | 4,749   |
| 웅동1동 | 熊東1洞         | 32.75  | 3,345  | 9,088   |
| 웅동2동 | 熊東2洞         | 12.72  | 12,611 | 32,976  |
| 진해구 | 鎭海區          | 120.14 | 68,189 | 181,338 |

| 행정동  | 법정동 |
| ------- | --- |
| 충무동  | 광화동(光化洞), 근화동(槿花洞), 남빈동(南濱洞), 대영동(大榮洞), 대죽동(大竹洞), 대천동(大川洞), 대흥동(大興洞), 도만동(道萬洞), 도천동(道泉洞), 동상동(東上洞), 무송동(茂松洞), 부흥동(復興洞), 비봉동(飛鳳洞), 속천동(束川洞), 송죽동(松竹洞), 송학동(松鶴洞), 수송동(壽松洞), 숭인동(崇仁洞), 신흥동(新興洞), 안곡동(安谷洞), 앵곡동(鶯谷洞), 익선동(益善洞), 인사동(仁寺洞), 인의동(仁義洞), 제황산동(帝皇山洞), 중앙동(中央洞), 중평동(中坪洞), 창선동(昌善洞), 충무동(忠武洞), 충의동(忠義洞), 태평동(太平洞), 통신동(通信洞), 평안동(平安洞), 현동(縣洞), 화천동(和泉洞), 회현동(會賢洞) |
| 여좌동  | 여좌동(餘佐洞) (일부), 태백동(太白洞) (일부) |
| 태백동  | 여좌동(餘佐洞) (일부), 태백동(太白洞) (일부), 경화동(慶和洞) (일부) |
| 경화동  | 경화동(慶和洞) (일부) |
| 병암동  | 경화동(慶和洞) (일부), 석동(石洞) (일부), 이동(泥洞) (일부) |
| 석동    | 석동(石洞) (일부), 이동(泥洞) (일부) |
| 이동    | 석동(石洞) (일부), 이동(泥洞) (일부), 자은동(自隱洞) (일부), 덕산동(德山洞) (일부) |
| 자은동  | 자은동(自隱洞) (일부), 덕산동(德山洞) (일부) |
| 덕산동  | 자은동(自隱洞) (일부), 덕산동(德山洞) (일부), 풍호동(豊湖洞) (일부) |
| 풍호동  | 풍호동(豊湖洞) (일부), 장천동(將川洞), 행암동(行岩洞), 원포동(院浦洞) (일부) |
| 웅천동  | 성내동(城內洞), 남문동(南門洞), 북부동(北部洞), 서중동(西中洞), 제덕동(薺德洞), 수도동(水島洞), 연도동(椽島洞), 죽곡동(竹谷洞), 명동(明洞), 원포동(院浦洞) (일부) |
| 웅동1동 | 대장동(大壯洞), 소사동(所沙洞), 남양동(南陽洞), 마천동(馬川洞), 두동(頭洞) |
| 웅동2동 | 청안동(晴安洞), 안골동(安骨洞), 용원동(龍院洞), 가주동(佳主洞) |

## 역사
- 1408년 7월 : 조선 태종 8년에 의창현(義昌縣)과 회원현(會原縣)이 창원부(昌原府)로 합병,승격하여 판관을 두었다.
- 1415년 : 태종 15년에 창원도호부로 승격하였다.
- 1601년 : 선조 때에 창원대도호부로 승격하였다.
- 1617년 : 광해군 9년에 칠원현이 창원에 합쳐졌다가 분리되었다.
- 1627년 : 인조 5년에 진해현(현재의 삼진지방)이 창원에 속했다가, 인조 7년에 분리되었다.
- 1661년 : 현종 2년에 창원읍에서 전패를 유실한 불상사가 일어나 조정에서 그 책임을 물어 창원대도호부를 창원현으로 강등시켰으나, 1670년 현종 11년에 다시 대도호부로 승격시켰다.
- 1895년 6월 23일(음력 윤5월 1일): 고종 32년에 23부제 실시로 진주부 예하 창원군이 되었다.
- 1896년 8월 4일 : 건양 원년에 13도제 실시에 따라 경상남도 창원군이 되었다.[7]
- 1899년 5월 6일 : 광무 3년에 창원부로 승격하였다.[8]
- 1903년 7월 3일 : 광무 7년에 창원부가 창원군이 되었다.[9]
- 1906년 9월 24일 : 광무 10년에 창원부로 개칭하고 부윤을 두었다.[10] 같은 날, 월경지(越境地) 정리로 진해군 대산면과 칠원군 구산면이 창원부에 편입되고, 진주군 양전면이 진해군에 편입되었다.[11]
- 1908년 9월 14일 : 융희 2년에 진해군과 웅천군이 창원부에 합병되고, 칠원군이 함안군에 합병되었다.[12]
- 1910년 10월 1일 : 창원부가 마산부로 개칭되었다.[13]

### 창원군
- 1914년 4월 1일 : 도시 지역인 각국거류지와 외서면 일원을 제외한 마산부의 나머지 지역이 창원군으로 개편되었다.[14] (15면)
- 1931년 4월 1일 : 진해면이 진해읍으로 승격하였다.[15] (1읍 14면)
- 1955년 9월 1일 : 진해읍이 진해시로 승격하였다.[16] (14면)

### 창원시
- 1973년 7월 1일 : 창원면 · 상남면 · 웅남면 일원과 내서면 · 구산면 일부가 마산시로, 웅천면 일원이 진해시로 각각 편입되었다.[17] (10면)
- 1974년 4월 1일 : 마산시 두대동, 덕정동, 삼동동, 반송동, 연덕동, 용지동, 목동, 토월동, 외동, 정동, 가음정동, 남산동 등 12개 동 전역과 서상동과 27개 동 일부 지역 43,342천m2를 대규모 기계공업기지 건설을 위하여 산업기지개발구역으로 지정하였다.[18]
- 1976년 9월 1일 : 경상남도 창원지구출장소가 설치되었다.[19]
- 1980년 4월 1일 : 마산시 창원출장소 관리 지역(구 창원면·상남면·웅남면 지역)을 관할로 창원시가 신설되고, 창원군은 의창군으로 개칭하였다.[20](창원시 18행정동)

18행정동 - 의안동, 동정동, 소계동, 팔용동, 상북동, 봉림동, 반송동, 두대동, 내동, 용지동, 토월동, 외동, 가음정동, 남산동, 성주동, 웅남동, 양곡동, 삼귀동
- 1983년 7월 1일 : 경상남도 도청이 창원시로 이전되었다.[21]
- 1990년 4월 30일 : 토월동이 신월동, 사파동으로 분동되었다. (창원시 19행정동)
- 1991년 8월 28일 : 상북동이 명서동, 봉곡동으로, 반송동이 반림동, 반지동으로 각각 분동되었다. (창원시 21행정동)
- 1992년 9월 1일 : 명서동이 명서1, 2동으로 분동되었다. (창원시 22행정동)
- 1994년 9월 1일 : 남산동이 대방동으로 분동되었다. (창원시 23행정동)
- 1995년 1월 1일 : 창원시가 창원시 일원과 창원군 동면, 북면, 대산면을 관할로 하는 도농복합시 형태로 개편되었다. 같은 날, 마산시도 창원군 내서면, 구산면, 진동면, 진북면, 진전면과 통합하고 도농복합시 형태로 개편되었다.[22] (3면 23행정동)
- 1995년 3월 2일 : 동면이 동읍으로 승격되고, 의안동이 도계동으로, 사파동이 상남동으로 각각 분동되고, 웅남동은 신촌동에 합동되었다. (1읍 2면 24행정동)
- 1997년 7월 14일 : 의안동·동정동·소계동을 의창동으로, 팔용동·대원동을 팔룡동으로, 도계동·명서1·2동을 명곡동으로, 봉곡동·사림동을 봉림동으로, 반림동·반지동을 반송동으로, 내동·중앙동을 중앙동으로, 용호동·신월동을 용지동으로, 사파동·대방동을 사파동으로, 가음정동·남산동을 가음정동으로, 신촌동·삼귀동을 웅남동으로 합동하는 행정동 통폐합이 이루어졌다. (1읍 2면 12행정동)
- 2010년 7월 1일 : 마산시, 진해시와 통합하여 5개 구의 창원시로 새로이 출범하였다.(5구 2읍 6면 43행정동)

### 행정 구역 변천사
- 1914년 4월 1일 : 도시 지역인 각국거류지와 외서면 일원을 제외한 마산부의 나머지 지역이 창원군으로 개편되었다.[14] (15면)
- 1949년 8월 15일 : 마산부를 마산시로 개칭하였다.[23]
- 1955년 9월 1일 : 창원군 진해읍이 진해시로 승격하였다.
- 1958년 8월 15일 : 마산시 행정동 명칭과 구역을 확정하였다.[24]

(가포동, 월영동, 창포동, 월남동, 반월동, 완월동, 중앙동, 자산동, 서성동, 동성동, 중성동, 부림동, 추산동, 성호동, 교원동, 교방동, 오동동, 산호동, 석전동, 회원동, 상남동, 양덕동, 봉암동)
- 1963년 4월 15일 : 가포동을 가포동과 가율동으로, 월영동을 월영동과 월포동으로, 회원동을 회원동과 회산동으로, 상남동을 상남동과 상원동으로, 산호동을 산호동과 합포동으로, 양덕동을 양덕동과 율림동으로, 봉암동을 봉암동과 봉덕동으로 분동하고, 중앙동을 장군동으로 개칭하였다.[25]
- 1970년 1월 1일 : 월포동을 월영1동으로, 월영동을 월영2동으로, 회산동을 회원1동으로, 회원동을 회원2동으로, 상남동을 상남1동으로, 상원동을 상남2동으로, 장군동을 중앙동으로, 가포동을 가포1동으로, 가율동을 가포2동으로, 양덕동을 양덕1동으로, 율림동을 양덕2동으로, 봉암동을 봉암1동으로, 봉덕동을 봉암2동으로, 합포동을 산호1동으로, 산호동을 산호2동으로 개칭하였다.[26]

| 마산시 조례 제393호 |             |
| 구 행정구역         | 신 행정구역 |
| 가포동              | 가포1동     |
| 가율동              | 가포2동     |
| 월포동              | 월영1동     |
| 월영동              | 월영2동     |
| 장군동              | 중앙동      |
| 합포동              | 산호1동     |
| 산호동              | 산호2동     |
| 상남동              | 상남1동     |
| 상원동              | 상남2동     |
| 회산동              | 회원1동     |
| 회원동              | 회원2동     |
| 양덕동              | 양덕1동     |
| 율림동              | 양덕2동     |
| 봉암동              | 봉암1동     |
| 봉덕동              | 봉암2동     |
- 1973년 7월 1일 : 창원군 창원면·상남면·웅남면 일원과 내서면·구산면 일부가 마산시로, 창원군 웅천면 일원이 진해시로 각각 편입되었다.[17]

| 대통령령 제6542호                         |                                                                                |
| 구 행정구역                               | 신 행정구역                                                                    |
| 창원군 창원면 일원                        | 마산시 의창1동,의창2동,상북동,성주동,용지동,웅남1동,웅남2동,합성동,회성동,현동 |
| 창원군 상남면 일원                        | 마산시 의창1동,의창2동,상북동,성주동,용지동,웅남1동,웅남2동,합성동,회성동,현동 |
| 창원군 웅남면 일원                        | 마산시 의창1동,의창2동,상북동,성주동,용지동,웅남1동,웅남2동,합성동,회성동,현동 |
| 창원군 내서면 구암리,합성리,회성리,두척리 | 마산시 의창1동,의창2동,상북동,성주동,용지동,웅남1동,웅남2동,합성동,회성동,현동 |
| 창원군 구산면 예곡리,우산리,현동리,덕동리 | 마산시 의창1동,의창2동,상북동,성주동,용지동,웅남1동,웅남2동,합성동,회성동,현동 |
| 창원군 웅천면 일원                        | 진해시 웅천1동,웅천2동                                                         |
- 1975년 10월 1일 : 거제군 장목면 저도, 망와도가 진해시에 편입되었다.
- 1976년 9월 1일 : 1973년 7월에 마산시에 편입된 구 창원면(의창동 제외)·상남면·웅남면 지역을 관할로 경상남도 직할의 창원출장소가 설치되었고[19], 의창1동을 의창동으로, 의창2동을 팔룡동으로 개칭하였다.
- 1979년 5월 1일 : 마산시 합성동을 합성1동과 합성2동으로, 양덕1동을 양덕1동과 양덕3동으로 분동하였다.
- 1980년 4월 1일 : 마산시 창원출장소와 의창동을 관할로 창원시가 신설되고, 창원군은 의창군으로 개칭하였다.

| 법률 제3188호                                                    | |
| 구 행정구역                                                      | 신 행정구역 |
| 마산시 의창동,팔룡동,상북동,용지동,웅남1동,웅남2동,성주동,삼귀동 | 창원시 의안동,동정동,소계동,팔룡동,두대동,내동,상북동,봉림동,반송동,용지동,토월동,외동,가음정동,남산동,성주동,웅남동,양곡동,삼귀동 |
- 1981년 2월 15일 : 마산시 합성1동을 합성동으로, 합성2동을 구암동으로 개칭하였다.
- 1982년 9월 1일 : 마산시 합성동을 합성1동과 합성2동으로 분동하였다.
- 1983년 2월 15일 : 의창군 웅동면이 진해시에 편입되었다.

| 대통령령 제11027호 |                        |
| 구 행정구역        | 신 행정구역            |
| 의창군 웅동면 일원 | 진해시 웅동1동,웅동2동 |
- 1983년 7월 1일 : 경상남도 도청이 부산직할시에서 창원시로 이전되었다.[21]
- 1983년 10월 1일 : 마산시 석전동을 석전1동과 석전2동으로 분동하였다.
- 1985년 8월 1일 : 창원시 외동을 중앙동으로 개칭하였다.
- 1985년 10월 21일 : 마산시 구암동을 구암1동과 구암2동으로 분동하였다.
- 1989년 1월 1일 : 의창군 천가면이 부산직할시 강서구로 편입되었다.[27] (8면)

| 법률 제4051호 |                          |
| 구 행정구역   | 신 행정구역              |
| 의창군 천가면 | 부산직할시 강서구 천가동 |
- 1989년 5월 10일 : 마산시에 합포출장소(남부)와 회원출장소(북부)를 설치하였다.
- 1990년 4월 30일 : 창원시 토월동이 신월동과 사파동으로 분동하였다.
- 1990년 7월 1일 : 마산시에 구제가 실시되어 합포출장소를 합포구로, 회원출장소를 회원구로 승격하였다.

| 마산시조례 제1590호 | |
| 구 행정구역 | 신 행정구역 |
| 마산시 가포동,현동,월영1동,월영2동,창포동,월남동,반월동,완월동,중앙동,자산동,서성동,동성동,중성동,부림동,추산동,성호동,교원동,교방동,오동동,산호1동,산호2동,상남1동,상남2동,회원1동,회원2동,석전1동,석전2동,양덕1동,양덕2동,양덕3동,합성1동,합성2동,구암1동,구암2동,봉암동 | 마산시 합포구 가포동,현동,월영1동,월영2동,창포동,월남동,반월동,완월동,중앙동,자산동,서성동,동성동,중성동,부림동,추산동,성호동,교원동,교방동,오동동,산호1동,산호2동,상남1동,상남2동 |
| 마산시 가포동,현동,월영1동,월영2동,창포동,월남동,반월동,완월동,중앙동,자산동,서성동,동성동,중성동,부림동,추산동,성호동,교원동,교방동,오동동,산호1동,산호2동,상남1동,상남2동,회원1동,회원2동,석전1동,석전2동,양덕1동,양덕2동,양덕3동,합성1동,합성2동,구암1동,구암2동,봉암동 | 마산시 회원구 회원1동,회원2동,석전1동,석전2동,양덕1동,양덕2동,양덕3동,합성1동,합성2동,구암1동,구암2동,봉암동                                                                       |
- 1991년 1월 1일 : 의창군의 명칭이 창원군으로 환원되었다.[28]
- 1991년 8월 28일 : 창원시 상북동이 명서동과 봉곡동으로, 반송동이 반림동과 반지동으로 분동하였다.
- 1992년 9월 1일 : 창원시 명서동이 명서1동과 명서2동으로 분동되었다.
- 1993년 12월 1일 : 저도, 망와도가 진해시에서 거제군으로 환원되었다.
- 1994년 9월 1일 : 창원시 남산동이 남산동과 대방동으로 분동하였다.
- 1995년 1월 1일 : 창원군 지역이 전부 창원시와 마산시에 분할 편입되고, 창원군은 폐지되었다.[22]

| 법률 제4774호                                              |                                           |
| 구 행정구역                                                | 신 행정구역                               |
| 창원군 동면,북면,대산면,구산면,진동면,진북면,진전면,내서면 | 창원시 동면,북면,대산면                   |
| 창원군 동면,북면,대산면,구산면,진동면,진북면,진전면,내서면 | 마산시 합포구 구산면,진동면,진북면,진전면 |
| 창원군 동면,북면,대산면,구산면,진동면,진북면,진전면,내서면 | 마산시 회원구 내서면                      |
- 1995년 3월 1일 : 창원시 동면이 동읍으로, 마산시 내서면이 내서읍으로 승격하였고, 창원시 의안동이 의안동과 도계동으로, 사파동이 사파동과 상남동으로 분동하였고, 웅남동은 신촌동에 합동하였다. 진해시 웅동2동 일부(0.95km2)가 부산광역시 강서구에 편입되었다.
- 1996년 7월 1일 : 진해시 충무로1가동과 충무로4가동을 중앙동으로, 충무로2가동과 충무로3가동을 태평동으로, 충무로5가동과 충무로6가동을 충무동으로, 여좌1가동과 여좌2가동을 여좌동으로, 태백동과 여좌3가동을 태백동으로, 경화1가동과 경화2가동을 경화동으로, 장천동과 행암동을 장암동으로, 웅천1동과 웅천2동을 웅천동으로 합동하였고, 경화3가동을 병암동으로 개칭하였다.
- 1997년 5월 12일 : 마산시 월영1동·창포동·월남동을 문화동으로, 부림동·동성동·서성동을 동서동으로, 추산동과 성호동을 성호동으로, 상남1동과 교원동을 노산동으로, 상남2동과 산호2동을 합포동으로, 중성동과 오동동을 오동동으로, 양덕2동과 양덕3동을 양덕2동으로 합동하였고, 월영2동을 월영동으로, 산호1동을 산호동으로 개칭하였다.
- 1997년 7월 14일 : 창원시 의안동·동정동·소계동을 의창동으로, 팔용동과 대원동을 팔룡동으로, 도계동·명서1동·명서2동을 명곡동으로, 봉곡동과 사림동을 봉림동으로, 반림동과 반지동을 반송동으로, 내동과 중앙동을 중앙동으로, 용호동과 신월동을 용지동으로, 사파동과 대방동을 사파동으로, 가음정동과 남산동을 가음정동으로, 신촌동과 삼귀동을 웅남동으로 합동하였다.
- 1998년 9월 14일 : 진해시 풍호동과 장암동을 풍호동으로 합동하였다.
- 2000년 12월 31일 : 마산시가 구제(합포구·회원구)를 폐지하였다.
- 2010년 7월 1일 : 창원시, 마산시, 진해시가 통합하여 창원시로 출범하고, 5개 일반구(의창구·성산구·마산회원구·마산합포구·진해구)를 설치하였다.

| 법률 제10052호 | |
| 구 행정구역 | 신 행정구역 |
| 창원시 동읍,북면,대산면,의창동,팔룡동,명곡동,봉림동,용지동, 반송동,중앙동,상남동,사파동,가음정동,성주동,웅남동 | 창원시 의창구 동읍,북면,대산면,의창동,팔룡동,명곡동,봉림동,용지동                                                                                    |
| 창원시 동읍,북면,대산면,의창동,팔룡동,명곡동,봉림동,용지동, 반송동,중앙동,상남동,사파동,가음정동,성주동,웅남동 | 창원시 성산구 반송동,중앙동,상남동,사파동,가음정동,성주동,웅남동                                                                                     |
| 마산시 내서읍, 구산면,진동면,진북면,진전면,가포동,현동,월영동,문화동,반월동,완월동,중앙동,자산동,동서동,성호동,교방동,오동동,노산동,산호동,합포동,회원1동,회원2동,석전1동,석전2동,양덕1동,양덕2동,합성1동,합성2동,구암1동,구암2동,봉암동 | 창원시 마산회원구 내서읍,회원1동,회원2동,석전1동,석전2동,양덕1동,양덕2동,합성1동,합성2동,구암1동,구암2동,봉암동                                      |
| 마산시 내서읍, 구산면,진동면,진북면,진전면,가포동,현동,월영동,문화동,반월동,완월동,중앙동,자산동,동서동,성호동,교방동,오동동,노산동,산호동,합포동,회원1동,회원2동,석전1동,석전2동,양덕1동,양덕2동,합성1동,합성2동,구암1동,구암2동,봉암동 | 창원시 마산합포구 구산면,진동면,진북면,진전면,가포동,현동,월영동,문화동,반월동,완월동,중앙동,자산동,동서동,성호동,교방동,오동동,노산동,산호동,합포동 |
| 진해시 중앙동,태평동,충무동,여좌동,태백동,경화동,병암동,석동,이동,자은동,덕산동,풍호동,웅천동,웅동1동,웅동2동 | 창원시 진해구 중앙동,태평동,충무동,여좌동,태백동,경화동,병암동,석동,이동,자은동,덕산동,풍호동,웅천동,웅동1동,웅동2동                                 |
- 2017년 1월 1일 : 마산회원구 석전1동· 석전2동을 석전동으로, 마산합포구 반월동· 중앙동을 반월중앙동으로, 동서동·성호동을 오동동으로 합동하였다.
- 2020년 1월 1일: 마산합포구 노산동을 교방동에, 진해구 중앙동·태평동을 충무동에 합동하였다.
- 2021년 7월 1일: 의창구와 성산구의 경계를 창원천을 기준으로 조정해 의창구 용지동, 대원동 일대가 성산구에 편입되었다. 창원시청도 성산구로 변경되었다.